# Daniele Bigliardo
Daniele Bigliardo (Napoli, 16 febbraio 1963) è un fumettista italiano.

## Biografia
Nel 1980, appena diciassettenne, collabora con Falso Movimento, gruppo teatrale del regista Mario Martone, creando le scenografie per spettacoli teatrali e cinematografici, collaborazione che durerà fino al 1987.
È il fondatore, nei primi anni ottanta, dell'agenzia pubblicitaria En plein air, con la quale collabora fino al 1997.
Nello stesso periodo comincia anche il suo lavoro nel campo dei fumetti, esordendo su riviste come Linea Chiara e Trumoon. Nel 1993 lavora per la Dardo Editore, disegnando un numero di Gordon Link, per poi collaborare con Giuseppe De Nardo nella testata Billiband.
Nel 1994 fonda la Scuola Italiana di Comix, mentre nel 1996 esordisce nella Sergio Bonelli Editore, disegnando una storia per Dylan Dog intitolata Il canto della sirena.
Un altro progetto di Bigliardo è la Labcom Immagini per i Media, fondata nel 1998, con la quale realizza la trasposizione a fumetti di 12 commedie di Eduardo De Filippo, chiamata Eduardo a fumetti.
Nel 2016 diventa Character Designer e disegnatore per la Sergio Bonelli Editore, nella collana Commissario Ricciardi a Fumetti dedicata alla serie letteraria del Commissario Ricciardi (di Maurizio De Giovanni). 

### Storie per Dylan Dog
- Pasquale Ruju (testi), Daniele Bigliardo (disegni); Il canto della sirena, in Dylan Dog Gigante n. 5, Sergio Bonelli Editore, novembre 1996.
- Giuseppe De Nardo (testi), Daniele Bigliardo (disegni); La città perduta, in Dylan Dog n. 137, Sergio Bonelli Editore, febbraio 1998.
- Pasquale Ruju (testi), Daniele Bigliardo (disegni); Il dio prigioniero, in Dylan Dog n. 162, Sergio Bonelli Editore, marzo 2000.
- Tito Faraci (testi), Daniele Bigliardo (disegni); Resurrezione, in Dylan Dog n. 204, Sergio Bonelli Editore, settembre 2003.
- Pasquale Ruju (testi), Daniele Bigliardo (disegni); La casa dei fantasmi, in Dylan Dog n. 211, Sergio Bonelli Editore, aprile 2004.
- Giuseppe De Nardo (testi), Daniele Bigliardo (disegni); Il grimorio maledetto, in Dylan Dog n. 216, Sergio Bonelli Editore, settembre 2004.
- Giuseppe De Nardo (testi), Daniele Bigliardo (disegni); 24 ore per non morire, in Dylan Dog n. 226, Sergio Bonelli Editore, luglio 2005.
- Giuseppe De Nardo (testi), Daniele Bigliardo (disegni); Il gran bastardo, in Dylan Dog n. 239, Sergio Bonelli Editore, agosto 2006.
- Giuseppe De Nardo (testi), Daniele Bigliardo (disegni); Poltergeist!, in Dylan Dog n. 252, Sergio Bonelli Editore, settembre 2007.
- Alessandro Bilotta (testi), Daniele Bigliardo (disegni); Cuore di Zombie, in Dylan Dog Gigante n. 16, Sergio Bonelli Editore, novembre 2007.
- Diego Cajelli (testi), Daniele Bigliardo (disegni); Cattiva sorte, in Dylan Dog Color Fest n. 5, Sergio Bonelli Editore, agosto 2010.
- Giuseppe De Nardo (testi), Daniele Bigliardo (disegni); La via degli enigmi, in Dylan Dog n. 289, Sergio Bonelli Editore, ottobre 2010.
- Giuseppe De Nardo (testi), Daniele Bigliardo (disegni); L'erede oscuro, in Dylan Dog n. 290, Sergio Bonelli Editore, novembre 2010.
- Giovanni Di Gregorio (testi), Daniele Bigliardo (disegni); Terrore ad alta quota, in Dylan Dog n. 304, Sergio Bonelli Editore, dicembre 2011.
- Giovanni Gualdoni (testi), Daniele Bigliardo (disegni); Blacky, in Dylan Dog n. 316, Sergio Bonelli Editore, dicembre 2012.
- Giovanni Di Gregorio (testi), Daniele Bigliardo (disegni); La paga dell'inferno, in Dylan Dog n. 334, Sergio Bonelli Editore, giugno 2014.
- Roberto Recchioni (testi), Daniele Bigliardo (disegni); Al servizio del caos, in Dylan Dog n. 341, Sergio Bonelli Editore, gennaio 2015.

Storie per Commissario Ricciardi a Fumetti
- Il Commissario Ricciardi a fumetti 1. Il senso del dolore. Sergio Bonelli Editore,14 novembre 2017.
- Il Commissario Ricciardi a fumetti 5. Per mano mia. Sergio Bonelli Editore, 8 giugno 2021.

Copertine per Commissario Ricciardi a Fumetti
- Il Commissario Ricciardi a fumetti 1. "Il senso del dolore". Storia di Maurizio De Giovanni, Sergio Bonelli Editore,14 novembre 2017.
- Il Commissario Ricciardi a fumetti 2. "La condanna del sangue". Storia di Maurizio De Giovanni, Sergio Bonelli Editore,14 marzo 2018.

- Il Commissario Ricciardi a fumetti 3. "Il posto di ognuno" . Storia di Maurizio De Giovanni, Sergio Bonelli Editore,5 luglio 2018.
- Il Commissario Ricciardi a fumetti 4. "Il giorno dei morti" . Storia di Maurizio De Giovanni, Sergio Bonelli Editore,14 novembre 2018.

- Il Commissario Ricciardi a fumetti 5. "Per mano mia" . Storia di Maurizio De Giovanni, Sergio Bonelli Editore,8 giugno 2021.

- Il Commissario Ricciardi a fumetti 6. "Vipera" . Storia di Maurizio De Giovanni, Sergio Bonelli Editore,5 ottobre 2021.